# Nisqually (tribu)
Pour les articles homonymes, voir Nisqually.

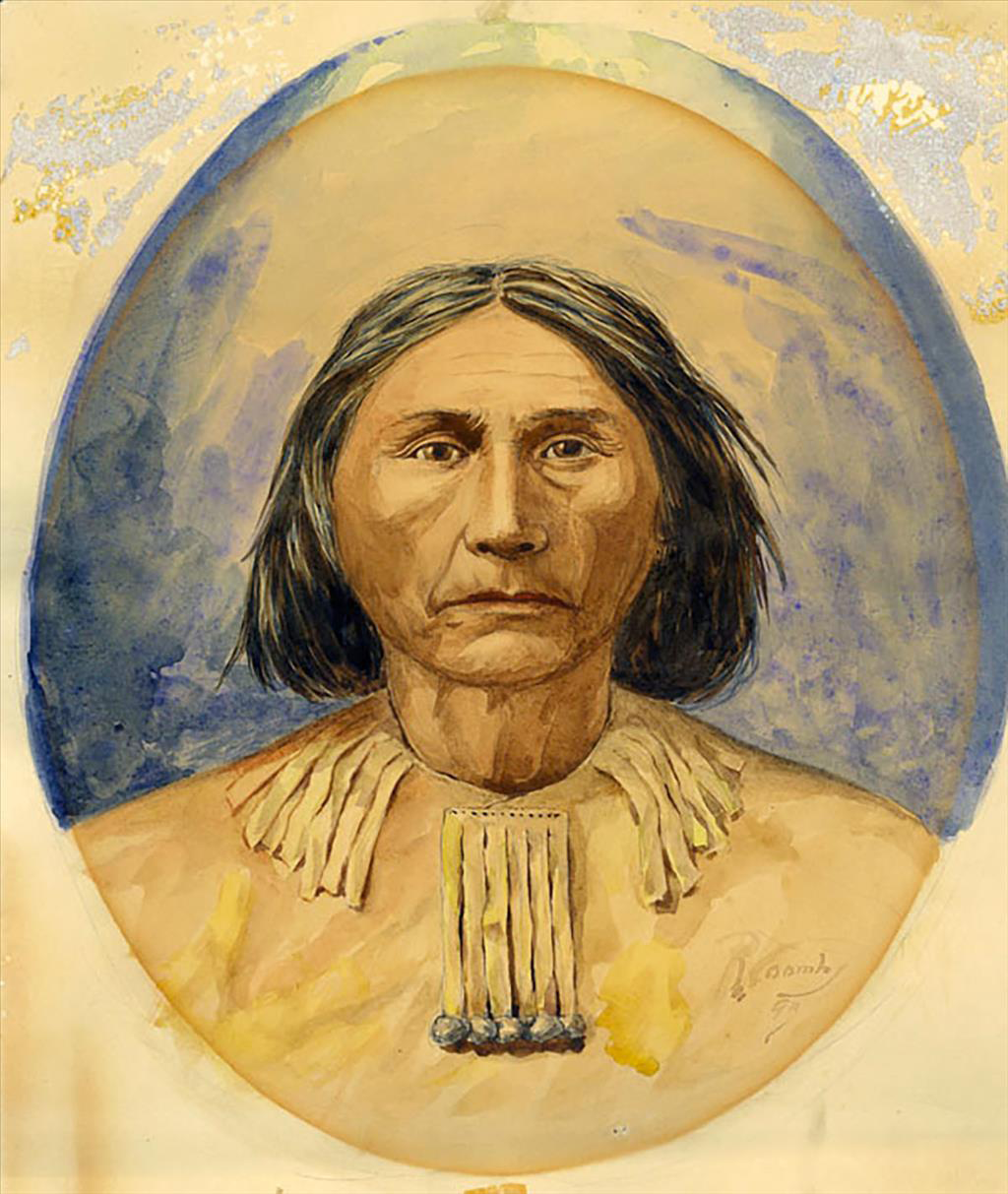
Portrait de Leschi, un chef de la tribu Nisqually.

La communauté Nisqually est une tribu amérindienne originaire de l'ouest de l'État de Washington au nord-ouest des États-Unis. La tribu dispose de deux réserves (Nisqually et Chehalis) à proximité du delta du fleuve Nisqually.
Le dialecte de la tribu (Lushootseed) appartient à la famille des langues salish. Dans leur langue, ils se font nommer Squalli-Absh qui signifie « Peuple du pays des herbes».

## Histoire
Avant l'arrivée des Européens, la tribu était implantée le long du fleuve Nisqually du Puget Sound jusqu'au mont Rainier. L'alimentation était en partie axée autour de la pêche du saumon présent dans les rivières de la région. Durant la bonne saison, ses membres se rendaient dans la région du parc national du mont Rainier pour y pratiquer la chasse et la cueillette tandis qu'en hiver ils vivaient près des côtes. Fin 1854 et à la suite de la signature du traité de Medecine Creek avec les Européens, la tribu est déplacée dans une réserve (5,2 km2) à l'est de la capitale Olympia (Washington). Une révolte menée par le chef Leschi se mit en place mais elle fut réprimée par l'armée américaine. Ce conflit, qui dura entre 1855 et 1856, porte le nom de guerre du Puget Sound. En 1856, la réserve fut agrandie pour atteindre une taille de 19,1 km2.
En 1917, une partie de la réserve fut reprise à la tribu en vue d'y construire la base militaire de Fort Lewis. En 2005, la population de la tribu était estimée à 5 719 habitants dans les comtés de Thurston et de Pierce. Lors du recensement américain de 2000, la population de la réserve se montait à 588 habitants.